# Antoine Camilleri
Antoine Camilleri (Sliema, 20 agosto 1965) è un arcivescovo cattolico e diplomatico maltese, dal 3 settembre 2019 arcivescovo titolare di Skálholt e nunzio apostolico a Cuba.

## Biografia
Nasce a Sliema, nell'arcidiocesi di Malta, il 20 agosto 1965.

### Formazione e ministero sacerdotale
Frequenta la St. Joseph's School a Sliema e il St. Aloysius' College di Birchircara conseguendo poi la laurea in giurisprudenza presso l'università di Malta nel 1988.
Dopo essere entrato in seminario, il 5 luglio 1991 è ordinato presbitero per l'arcidiocesi di Malta dall'arcivescovo Joseph Mercieca.
Dal 1991 al 1992 è vicario parrocchiale nella parrocchia di Nostra Signora del Monte Carmelo a Gżira. Nel 1992 è inviato a Roma per studiare diritto canonico.
Avendo ottenuto il dottorato, nel 1996 è nominato difensore del vincolo presso il Tribunale ecclesiastico di Malta. Dopo aver frequentato la Pontificia accademia ecclesiastica, il 9 gennaio 1999 entra nel servizio diplomatico della Santa Sede. Dal 1999 al 2002 lavora nella nunziatura apostolica in Papua Nuova Guinea, venendo poi trasferito in Uganda dove svolge il proprio ministero fino al 2005, quando inizia a lavorare a Cuba. Nel 2006 ritorna a Roma per lavorare negli uffici della Segreteria di Stato della Santa Sede.
Il 22 febbraio 2013 papa Benedetto XVI lo nomina sottosegretario per i rapporti con gli Stati della Segreteria di Stato della Santa Sede; succede ad Ettore Balestrero, nominato nunzio apostolico in Colombia.
In tale veste svolge un ruolo importante nei negoziati con Israele, Palestina, Cina e Vietnam. Nel caso di Israele e Palestina, sotto il suo mandato la Santa Sede riconosce ufficialmente la Palestina come stato e auspica la fine delle tensioni con Israele. L'accordo preliminare con la Cina rispetto alla nomina dei vescovi dopo anni di negoziati è frutto di una riunione a Pechino tra mons. Camilleri e Wang Chao, viceministro degli esteri cinese. Nel caso del Vietnam, mons. Camilleri annuncia la futura apertura di una nunziatura nel paese asiatico.
Il 28 febbraio 2019 interviene al dibattito sull'immigrazione alle Nazioni Unite.

### Ministero episcopale
Il 3 settembre 2019 papa Francesco lo nomina arcivescovo titolare di Skálholt e nunzio apostolico. Il 4 ottobre riceve l'ordinazione episcopale, con gli arcivescovi Paolo Borgia, Paolo Rudelli e Michael Czerny (poi cardinale), nella basilica di San Pietro in Vaticano, per imposizione delle mani dello stesso pontefice, coconsacranti i cardinali Pietro Parolin e Peter Turkson. Il successivo 31 ottobre lo stesso papa lo nomina nunzio apostolico in Etiopia e Gibuti, rappresentante speciale presso l'Unione Africana e delegato apostolico in Somalia.
Il 20 maggio 2024 il papa lo trasferisce a capo della nunziatura apostolica a Cuba.

## Genealogia episcopale
La genealogia episcopale è:
- Cardinale Scipione Rebiba
- Cardinale Giulio Antonio Santori
- Cardinale Girolamo Bernerio, O.P.
- Arcivescovo Galeazzo Sanvitale
- Cardinale Ludovico Ludovisi
- Cardinale Luigi Caetani
- Cardinale Ulderico Carpegna
- Cardinale Paluzzo Paluzzi Altieri degli Albertoni
- Papa Benedetto XIII
- Papa Benedetto XIV
- Papa Clemente XIII
- Cardinale Bernardino Giraud
- Cardinale Alessandro Mattei
- Cardinale Pietro Francesco Galleffi
- Cardinale Giacomo Filippo Fransoni
- Cardinale Carlo Sacconi
- Cardinale Edward Henry Howard
- Cardinale Mariano Rampolla del Tindaro
- Cardinale Antonio Vico
- Arcivescovo Filippo Cortesi
- Arcivescovo Zenobio Lorenzo Guilland
- Vescovo Anunciado Serafini
- Cardinale Antonio Quarracino
- Papa Francesco
- Arcivescovo Antoine Camilleri